# Mada Minu Ashita ni
Iako Minu Ashita ni (未だ見ぬ明日に) je drugi veći EP (extended play) japanskog rock sastava Asian Kung-Fu Generation objavljen 11. srpnja 2008. Ovaj mini-album sadrži pjesme napravljene za vrijeme snimanja prethodnog albuma World World World.

## Popis pjesama
1. Pulsating Life (脈打つ生命 Myakūtsu Seimei) - 3:29
2. Science Fiction (サイエンスフィクション Saiensu Fikushon) - 2:52
3. Mustang (ムスタング Musutangu) - 5:00
4. Deep Breath (深呼吸 Shinkokyū) - 3:54
5. The Thaw (融雪 Yūsetsu) - 3:27
6. Into an Unseen Tomorrow (未だ見ぬ明日に Iako Minu Ashita ni) - 4:01

## Produkcija
- Masafumi Gotō - vokal, gitara, tekst
- Takahiro Yamada - bas, prateći vokali
- Kensuke Kita - gitara, prateći vokali
- Kiyoshi Ijichi - bubnjevi
- Asian Kung-Fu Generation - producent

## Pozicije na ljestvicama

### Album
| Godina | Ljestvica          | Najviša pozicija |
| ------ | ------------------ | ---------------- |
| 2008.  | Oricon             | 2                |
| 2008.  | Svjetska ljestvica | 21               |